# Lambert Bros
Lambert Bros war ein britischer Hersteller von Automobilen.

## Unternehmensgeschichte
Das Unternehmen aus Snodland begann 1904 mit der Produktion von Automobilen. Der Markenname lautete Milo. 1907 endete die Produktion. Insgesamt entstanden sechs Fahrzeuge.

## Fahrzeuge
Eines der Fahrzeuge hatte einen Vierzylindermotor, der von Arthur Lambert nach Plänen von Tilling-Stevens aus Maidstone konstruiert wurde. Die Karosserieform Tonneau bot Platz für vier Personen.